# Polymorphanisus unipunctus
Polymorphanisus unipunctus är en nattsländeart som beskrevs av Banks 1940. Polymorphanisus unipunctus ingår i släktet Polymorphanisus och familjen ryssjenattsländor. Inga underarter finns listade i Catalogue of Life.